# Asesinato de la familia Lowe
El asesinato de la familia Lowe se refiere a un incendio provocado en la localidad de Telford, en Inglaterra. El 5 de agosto de 2000, el taxista Azhar Ali Mehmood, de 26 años, provocó un incendio en la casa de Lucy Lowe, de 16 años, con quien mantenía una relación sexual desde que ella tenía 14 años, siendo menor de edad. El incendio la mató a ella y a su hijo nonato, a su hermana Sarah, discapacitada de 17 años, y a su madre, Eileen Linda Lowe, de 49 años. El padre, George Lowe, de 53 años, sobrevivió y Mehmood escapó con Tasnim, la hija que había tenido con Lucy Lowe.
En octubre de 2001 Mehmood fue condenado a tres cadenas perpetuas por tres asesinatos, más una cuarta por el intento de asesinato de George Lowe. Se le negó la libertad condicional en junio de 2020. El asesinato recibió atención por su posible conexión con el escándalo de explotación sexual infantil de Telford y en una audiencia de la investigación se dijo que los delincuentes pederastas lo mencionaban para asustar a otras víctimas y conseguir su silencio.

## Asesinatos
Mehmood había iniciado una relación ilegal con Lucy Lowe cuando él tenía 24 años y ella 14, y un año después Lucy quedó embarazada de su hija Tasnim. En una ocasión, cuando Lucy Lowe y Mehmood estaban en la habitación de ella, Lucy pidió ayuda a gritos mientras Mehmood la estaba violando, su padre, George Lowe, derribó la puerta y echó a Mehmood de la casa, pero ni él ni su esposa denunciaron la violación a la policía. La BBC informó que de adulta, el abuelo George le dijo a Tasnim, que él «no tenía mucho interés» en la relación ilegal en ese momento.
Según los amigos de Lucy Lowe, Mehmood era celoso y posesivo, y creía que Lucy estaba teniendo relaciones sexuales con otros hombres.
Mehmood declaró que estaba dormido en la casa y que una alarma de humo lo despertó antes de saltar por una ventana para ponerse a salvo. De hecho, fue grabado por una cámara comprando gasolina a las 3:28 de la mañana y 11 minutos después fue avistado por un vecino que llamó a los bomberos. Se encontraron restos de gasolina en las habitaciones de la planta baja y el fuego atrapó a las tres víctimas en el piso de arriba. 
En 2000, Telford había aparecido en las noticias por la muerte en la horca de dos hombres negros, incidentes que algunos familiares creían que habían sido suicidios debido a amenazas racistas o asesinatos; el padre de uno de los hombres desestimó esa sugerencia. La policía dijo durante la investigación que no tenían pruebas ni acusaciones de que el incendio de Lowe tuviera motivos raciales. Mehmood, que fue hospitalizado por inhalación de humo, dijo: «Ambos estábamos muy felices [por el segundo embarazo]. Íbamos a casarnos y he estado arreglando un hogar para que todos nos mudemos».

## Desarrollo posterior
Después de los asesinatos, George Lowe obtuvo la custodia de su nieta Tasnim tras una batalla legal con la familia paterna; Tasnim fue criada por su abuelo y su bisabuela paterna. Mehmood, que mantuvo su inocencia, apeló su condena en agosto de 2002. Apeló nuevamente en 2014, alegando haber sido rehabilitado durante su encarcelamiento. Su apelación fue rechazada, y los jueces citaron su falta de reconocimiento de sus acciones y que su sentencia mínima habría sido de 30 años y no de 18 según las nuevas leyes.
En marzo de 2018, el Sunday Mirror publicó una investigación que concluía que el escándalo de explotación sexual infantil de Telford era el «peor caso jamás visto», con aproximadamente 1000 víctimas desde la década de 1980. La portada utilizó una imagen de Lucy Lowe y el informe decía que su asesinato fue utilizado para asustar a otras víctimas y conseguir su silencio. El informe sorprendió a Tasnim, la hija de Lowe y Mehmood, que sabía de la diferencia de edad entre sus padres, pero nunca había contemplado que fuera una relación explotadora. George Lowe dijo que debería haber sido «más duro» con Mehmood y que había sido amenazado mediante una llamada telefónica anónima por levantar sospechas de acoso. El Sunday Mirror también relacionó la muerte de una niña de 13 años en un accidente automovilístico con sus experiencias de acoso y la muerte de una mujer de 20 años por drogas como resultado de que sus abusadores la introdujeran al crack cuando tenía 12 años.
Todavía en 2018, Tasnim Lowe hizo un documental de tres partes para la BBC Three investigando los asesinatos de su familia y cualquier vínculo con la explotación sexual. Durante el rodaje, la policía le entregó los diarios de su madre, que habían sobrevivido al incendio. En ellos, escribió sobre cómo la llevaron a realizar actos sexuales con varios hombres mayores. Tasnim Lowe exigió saber por qué su padre nunca fue procesado por delitos sexuales a pesar de que su madre no tenía la edad de consentimiento cuando quedó embarazada; la policía de Mercia Occidental se negó a hacer comentarios.
El inspector jefe, el detective Clive Harding, que investigó el asesinato cuando ocurrió, escribió en marzo de 2018 que «aunque [Lucy Lowe] tenía con [Mehmood] una hija menor de 16 años, estuvieron juntos durante años, antes de que él prendiera fuego a la casa. Fue declarado culpable de asesinato y hay nada más que revisar (nada que ver con la Operación Cáliz)». Añadió que no tenía mucho sentido conseguir más condenas para un hombre con cuatro cadenas perpetuas, a lo que otro detective respondió: «Necesitamos establecer si los otros delitos no fueron reconocidos, o reconocidos y considerados irrelevantes en el contexto de los asesinatos». Su hijo, el superintendente Tom Harding, señaló que el caso no sería revisado. Clive Harding se negó a testificar en la investigación de 2022 sobre la explotación y los asesinatos, diciendo que no podría agregar nada que no estuviera ya escrito; otro detective, Geoff Harding, dio una breve disposición por escrito diciendo que no recordaba nada de su tiempo trabajando en protección infantil tanto para la policía como para el municipio de Telford y Wrekin. El líder de la investigación, Tom Crowther, criticó a los dos Harding por su falta de contribuciones.
En junio de 2020, Mehmood era elegible para la libertad condicional, que le fue denegada, así como su solicitud de ser transferido a una prisión abierta. Las mismas solicitudes fueron rechazadas por segunda vez en septiembre de 2022, ya que se consideró que Mehmood todavía representaba un riesgo para el público.